# Río Huayllabamba
Der Río Huayllabamba ist ein 83 km langer linker Nebenfluss des Río Chamaya in der Provinz Jaén der Region Cajamarca in Nordwest-Peru.

## Flusslauf
Der Río Huayllabamba hat seinen Ursprung in einem 3300 m hoch gelegenen Bergsee in den nordperuanischen Anden nördlich des Cerro Bravo. Das Quellgebiet befindet sich im regionalen Schutzgebiet Páramos y Bosques Montanos de Jaén y Tabaconas. Der Río Huayllabamba fließt in überwiegend südsüdöstlicher Richtung durch das Bergland. Dabei durchquert er die Distrikte Chontalí, Pomahuaca und Colasay. Auf den letzten 4 Kilometern, unterhalb der Einmündung der Quebrada de Valencia, befindet sich am linken Flussufer der Distrikt Jaén. Am Flusslauf liegen die Orte Pachapiriana, Tabacal, Palo Blanco und Chunchuquillo. Der Río Huayllabamba mündet schließlich auf einer Höhe von etwa 580 m in den Río Chamaya.

## Einzugsgebiet
Der Río Huayllabamba entwässert ein Areal von etwa 1180 km². Das Einzugsgebiet des Río Huayllabamba grenzt im Südwesten an das des oberstrom gelegenen Río Chamaya, im Westen an das des Río Huancabamba, im Norden an das des Río Tabaconas sowie im Osten an das des abstrom gelegenen Río Chamaya, des Río Marañón sowie des unteren Río Chinchipe. 